# 艾伦·丘奇
艾倫·丘奇（1904年9月22日—1965年8月22日），已故美國女性飛行員、註冊護士，是歷史上第一位女性空中乘務員。

## 傳記
丘奇出生於美國艾奥瓦州克雷斯科。從克雷斯科高中畢業後，丘奇攻讀了護理學，而後在舊金山的一間醫院裡工作。自幼被飛行所吸引、為飛行所著迷的她早已下定決心學習飛行；於是在舊金山時，她用非工作時間學習飛行成為飛行員。後來，她去到波音空運公司舊金山辦公室應聘飛行員的職務，但是主管史提芬·斯廷普森沒有僱用她為飛行員；丘奇沒有放棄，而是向史提芬提議聘請一些人員，安排在客機上以緩解公眾對飛行的恐懼；史提芬接受了她的建議。1930年，波音空運公司聘請丘奇為女乘務員領班，在為期三個月的試用期期間，她為公司招聘了7名合資格的護士。
當時，這些女乘務員被波音稱為「空中女孩」（Sky girls），成為其中的一員必須符合嚴格的標準：她們必須是註冊護士，單身，年齡不超過25歲，體重低於115磅（52），而且身高不超過5英尺4英寸（1.63）。除了照顧乘客，她們在有需要時還會被要求幫助乘客放置行李、為飛機加油和協助駕駛員將飛機停入飛機庫。雖然工作繁重，但她們的工資在當時來說很高：每個月125美元。
1930年5月15日，丘奇在奧克蘭／舊金山到芝加哥的航班上服務。這一航班使用波音80A型客機運營，中途經停13個站點，共搭載了14名乘客，飛航時間為20小時。駕駛這一班機的機長是另一位航空業先驅艾瑞·伯格·傑普森。這次革新十分成功，美國其他航空公司在接下來幾年紛紛仿效波音空運公司的做法，安排護士到航班中；但是丘奇的職業生涯則在18個月後因一場汽車事故的受傷而結束。她在明尼蘇達大學獲得了護理教育學學士學位，並在之後重新投入到護士工作當中。1936年，她成為密爾瓦基縣醫院的兒科主管。
1942年第二次世界大戰期間，丘奇在美國陸軍護士兵團中擔任上尉以及機上護士，幫助受傷士兵從空路撤出非洲和意大利。因為她擁有在醫院工作以及組織女空乘的經驗，她被任命前往訓練護士為1944年盟軍D日登陸法國作準備。憑藉著她在戰爭中的功績，她獲得了美洲戰役獎章、第二次世界大戰勝利獎章、歐洲－非洲－中東戰役勳章（附七枚銅質服役星章）以及航空獎章。她之後搬到印地安納州特雷霍特，在聯合醫院擔任護理主任並在後來成為醫院的主管。1965年，她獲得阿梅莉亚·埃尔哈特獎以表彰她對航空業的貢獻。
1964年，她和特雷霍特第一國民銀行行長伦纳德·布里格斯·馬歇爾（Leonard Briggs Marshall）結婚。她在1965年一場騎馬事故中逝世，終年60歲。

## 紀念
克雷斯科市的機場被命名為艾倫·丘奇機場（Ellen Church Field）以紀念她。
在2010年首次引入女空中乘務員服務80週年紀念之際，聯合航空在5月15日當天開展了一次紀念飛行。這趟紀念航班為聯合航空102號班機，使用波音767-300運營從舊金山國際機場到芝加哥奥黑尔國際機場的4小時直飛航班。當日航班上的乘務員都穿上了舊式聯航制服為乘客進行服務。

## 相關人物
- 德國人海因里希·庫比什（Heinrich Kubis）：第一位空中乘務員。1912年3月，他在德國飛船旅行股份公司（德語：Deutsche Luftschiffahrts-Aktiengesellschaft）的齊柏林飛船LZ 10上為乘客提供服務。

## 外部連結
- 被命名為“The Original Eight”的聯合航空波音747客機，Airliners.net
- Women Hero: Ellen Church （页面存档备份，存于），The My Hero Project（英文）